# Grand Prix Monaka 2006
Grand Prix Monaka LXIV Grand Prix Automobile de Monaco
- 28. květen 2006
- Okruh Monte Carlo
- 78 kol x 3,340 km = 260,520 km
- 757. Grand Prix
- 12. vítězství Fernando Alonso
- 30. vítězství pro Renault

Fernando Alonso, vítěz Velké ceny Monaka převzal cenu od samotného monackého prince Alberta II. Vítězný tým, převzal cenu od Presidenta ACM (Monacký autoklub) Michaela Boeriho Druhému pilotovi v cíli, kterým byl Juan Pablo Montoya, předala cenu Princezna Caroline Hannoverská. David Coulthard přijal cenu z rukou ministerského předsedy Monaka Jeana Paula Prousta.

## Výsledky
| Pozice | Jezdec               | Vůz               | Čas           |
| ------ | -------------------- | ----------------- | ------------- |
| 1      | Fernando Alonso      | Renault R26       | 1h43:43,116   |
| 2      | Juan Pablo Montoya   | McLaren MP4/21    | á 0:14,567    |
| 3      | David Coulthard      | Red Bull RB2      | á 0:52,298    |
| 4      | Rubens Barrichello   | Honda RA106       | á 0:53,337    |
| 5      | Michael Schumacher   | Ferrari 248 F1    | á 0:53,830    |
| 6      | Giancarlo Fisichella | Renault R26       | á 1:02,072    |
| 7      | Nick Heidfeld        | BMW Sauber F1.06  | á 1 kolo      |
| 8      | Ralf Schumacher      | Toyota TF106      | á 1 kolo      |
| 9      | Felipe Massa         | Ferrari 248 F1    | á 1 kolo      |
| 10     | Vitantonio Liuzzi    | Torro Rosso STR01 | á 1 kolo      |
| 11     | Jenson Button        | Honda RA106       | á 1 kolo      |
| 12     | Christijan Albers    | Midland M16       | á 1 kolo      |
| 13     | Scott Speed          | Torro Rosso STR01 | á 1 kolo      |
| 14     | Jacques Villeneuve   | BMW Sauber F1.06  | á 1 kolo      |
| 15     | Tiago Monteiro       | Midland M16       | á 2 kola      |
| 16     | Franck Montagny      | Super Aguri SA05  | á 3 kola      |
| 17     | Jarno Trulli         | Toyota TF106      | á 6 kolo      |
| Kolo   | Odstoupili           | -                 | -             |
| 56     | Christian Klien      | Red Bull RB2      | Převodovka    |
| 51     | Nico Rosberg         | Williams FW28     | Plynový pedál |
| 50     | Kimi Räikkönen       | McLaren MP4/21    | Motor         |
| 48     | Mark Webber          | Williams FW28     | Přehřátí      |
| 46     | Takuma Sató          | Super Aguri SA05  | -             |

### Nejrychlejší kolo
- Michael Schumacher-Ferrari 248 F1-1:15,143

### Vedení v závodě
- 1.-23. kolo Fernando Alonso
- 24. kolo Mark Webber
- 25.-78. kolo Fernando Alonso

### Postavení na startu
- Žlutě rozhodující čas pro postavení na startu.
- Červeně Giancarlo Fisichella – za blokování Coultharda mu byly smazán tři nejlepší časy
- Modře Michael Schumacher – startoval z boxu/za blokování soupeřů mu byl smazány všechny časy a byl odsunut z prvního na poslední místo

| *  | *                                     | *  | *                                      | Kvalifikace III.                      | Kvalifikace II.                        | Kvalifikace I.                         |
| -- | ------------------------------------- | -- | -------------------------------------- | ------------------------------------- | -------------------------------------- | -------------------------------------- |
| 1  | Fernando Alonso Renault 1:13,962      |    |                                        | Michael Schumacher Ferrari 1:13,898   | Kimi Räikkönen McLaren 1:13,532        | Kimi Räikkönen McLaren 1:13,887        |
|    |                                       | 2  | Mark Webber Williams 1:14,082          | Fernando Alonso Renault 1:13,962      | Fernando Alonso Renault 1:13,622       | Fernando Alonso Renault 1:14,232       |
| 3  | Kimi Räikkönen McLaren 1:14,140       |    |                                        | Mark Webber Williams 1:14,082         | Giancarlo Fisichella Renault 1:13,647  | Mark Webber Williams 1:14,305          |
|    |                                       | 4  | Juan Pablo Montoya McLaren 1:14,664    | Kimi Räikkönen McLaren 1:14,140       | David Coulthard Red Bull 1:13,687      | Ralf Schumacher Toyota 1:14,412        |
| 5  | Rubens Barrichello Honda 1:15,804     |    |                                        | Giancarlo Fisichella Renault 1:14,396 | Michael Schumacher Ferrari 1:13,709    | Juan Pablo Montoya McLaren 1:14,483    |
|    |                                       | 6  | Jarno Trulli Toyota 1,15,857           | Juan Pablo Montoya McLaren 1:14,664   | Mark Webber Williams 1:13,728          | Christian Klien Red Bull 1:14,489      |
| 7  | David Coulthard Red Bull 1:16,426     |    |                                        | Rubens Barrichello Honda 1:15,804     | Nico Rosberg Williams 1:13,909         | Giancarlo Fisichella Renault 1:14,614  |
|    |                                       | 8  | Nico Rosberg Williams 1:16,636         | Jarno Trulli Toyota 1,15,857          | Jarno Trulli Toyota 1,14,211           | Rubens Barrichello Honda 1:14,766      |
| 9  | Giancarlo Fisichella Renault 1:14,396 |    |                                        | David Coulthard Red Bull 1:16,426     | Juan Pablo Montoya McLaren 1:14,295    | Jarno Trulli Toyota 1:14,883           |
|    |                                       | 10 | Ralf Schumacher Toyota 1:14,398        | Nico Rosberg Williams 1:16,636        | Rubens Barrichello Honda 1:14,312      | Nico Rosberg Williams 1:14,888         |
| 11 | Christian Klien Red Bull 1:14,747     |    |                                        |                                       | Ralf Schumacher Toyota 1:14,398        | Jenson Button Honda 1:15,085           |
|    |                                       | 12 | Vitantonio Liuzzi Torro Rosso 1:14,969 |                                       | Christian Klien Red Bull 1:14,747      | David Coulthard Red Bull 1:15,090      |
| 13 | Jenson Button Honda 1:14,982          |    |                                        |                                       | Vitantonio Liuzzi Torro Rosso 1:14,969 | Michael Schumacher Ferrari 1:15,118    |
|    |                                       | 14 | Jacques Villeneuve BMW 1:15,052        |                                       | Jenson Button Honda 1:14,982           | Vitantonio Liuzzi Torro Rosso 1:15,314 |
| 15 | Nick Heidfeld BMW 1:15,137            |    |                                        |                                       | Jacques Villeneuve BMW 1:15,052        | Jacques Villeneuve BMW 1:15,316        |
|    |                                       | 16 | Christijan Albers Midland 1:15,598     |                                       | Nick Heidfeld BMW 1:15,137             | Nick Heidfeld BMW 1:15,324             |
| 17 | Tiago Monteiro Midland 1:15,993       |    |                                        |                                       |                                        | Christijan Albers Midland 1:15,598     |
|    |                                       | 18 | Scott Speed Torro Rosso 1:16,236       |                                       |                                        | Tiago Monteiro Midland 1:15,993        |
| 19 | Takuma Sató Super Aguri 1:17,276      |    |                                        |                                       |                                        | Scott Speed Torro Rosso 1:16,236       |
|    |                                       | 20 | Franck Montagny Super Aguri 1:17,502   |                                       |                                        | Takuma Sató Super Aguri 1:17,276       |
| 21 | Felipe Massa Ferrari ****             |    |                                        |                                       |                                        | Franck Montagny Super Aguri 1:17,502   |
|    |                                       | 22 | Michael Schumacher Ferrari 1:13,898    |                                       |                                        | Felipe Massa Ferrari ****              |

### Čtvrteční tréninky
| *  | I. Trénink                             | *  | II. Trénink                            |
| -- | -------------------------------------- | -- | -------------------------------------- |
| 1  | Fernando Alonso Renault 1:16,712       | 1  | Alexander Wurtz Williams 1:15,907      |
| 2  | Anthony Davidson Honda 1:16,872        | 2  | Anthony Davidson Honda 1:16,075        |
| 3  | Giancarlo Fisichella Renault 1:16,888  | 3  | Juan Pablo Montoya McLaren 1:16,138    |
| 4  | Michael Schumacher Ferrari 1:16,973    | 4  | Fernando Alonso Renault 1:16,221       |
| 5  | Juan Pablo Montoya McLaren 1:17,458    | 5  | Robert Doornbos Red Bull 1:16,292      |
| 6  | Robert Kubica BMW 1:17,869             | 6  | Kimi Räikkönen McLaren 1:16,707        |
| 7  | Alexander Wurtz Williams 1:17, 949     | 7  | Giancarlo Fisichella Renault 1:16,721  |
| 8  | Jenson Button Honda 1:18,329           | 8  | David Coulthard Red Bull 1:16,870      |
| 9  | Robert Doornbos Red Bull 1:18,394      | 9  | Jenson Button Honda 1:16,903           |
| 10 | Rubens Barrichello Honda 1:18,406      | 10 | Felipe Massa Ferrari 1:17,251          |
| 11 | David Coulthard Red Bull 1:18,406      | 11 | Jarno Trulli Toyota 1:17,325           |
| 12 | Nico Rosberg Williams 1:18,480         | 12 | Tiago Monteiro Midland 1:17,439        |
| 13 | Mark Webber Williams 1:18,571          | 13 | Rubens Barrichello Honda 1:17,456      |
| 14 | Felipe Massa Ferrari 1:18,695          | 14 | Giorgio Mondini Midland 1:17,497       |
| 15 | Jarno Trulli Toyota 1:18,703           | 15 | Michael Schumacher Ferrari 1:17,603    |
| 16 | Ralf Schumacher Toyota 1:19,021        | 16 | Vitantonio Liuzzi Torro Rosso 1:17,638 |
| 17 | Jacques Villeneuve BMW 1:18,246        | 17 | Mark Webber Williams 1:17,744          |
| 18 | Christian Klien Red Bull 1:19,543      | 18 | Ralf Schumacher Toyota 1:17,793        |
| 19 | Neel Jani Torro Rosso 1:19,651         | 19 | Nico Rosberg Williams 1:17,845         |
| 20 | Giorgio Mondini Midland 1:19,669       | 20 | Jacques Villeneuve BMW 1:17,874        |
| 21 | Tiago Monteiro Midland 1:19,730        | 21 | Christian Klien Red Bull 1:18,123      |
| 22 | Vitantonio Liuzzi Torro Rosso 1:19,857 | 22 | Nick Heidfeld BMW 1:18,257             |
| 23 | Scott Speed Torro Rosso 1:20,137       | 23 | Scott Speed Torro Rosso 1:18,420       |
| 24 | Christijan Albers Midland 1:20,552     | 24 | Christijan Albers Midland 1:18,430     |
| 25 | Takuma Sató Super Aguri 1:21,144       | 25 | Franck Montagny Super Aguri 1:18,731   |
| 26 | Franck Montagny Super Aguri 1:21,594   | 26 | Robert Kubica BMW 1:17,844             |
| 27 | Kimi Räikkönen McLaren 2:06,592        | 27 | Tiago Monteiro Midland 1:20,311        |
| -  | Nick Heidfeld BMW ****                 | 28 | Franck Montagny Super Aguri 1:22,222   |

### Sobotní tréninky
| 1  | Fernando Alonso Renault 1:13,823      | 2  | Michael Schumacher Ferrari 1:14,031    |
| 3  | Giancarlo Fisichella Renault 1:14,056 | 4  | David Coulthard Red Bull 1:14,550      |
| 5  | Nico Rosberg Williams 1:14,785        | 6  | Juan Pablo Montoya McLaren 1:14,785    |
| 7  | Mark Webber Williams 1:14,804         | 8  | Felipe Massa Ferrari 1:14,842          |
| 9  | Jenson Button Honda 1:15,020          | 10 | Kimi Räikkönen McLaren 1:15,124        |
| 11 | Rubens Barrichello Honda 1:15,283     | 12 | Christian Klien Red Bull 1:15,476      |
| 13 | Nick Heidfeld BMW 1:15,591            | 14 | Tiago Monteiro Midland 1:15,809        |
| 15 | Christijan Albers Midland 1:16,066    | 16 | Vitantonio Liuzzi Torro Rosso 1:16,147 |
| 17 | Scott Speed Torro Rosso 1:16,201      | 18 | Jacques Villeneuve BMW 1:16,285        |
| 19 | Jarno Trulli Toyota 1:16,456          | 20 | Takuma Sató Super Aguri 1:17,148       |
| 21 | Ralf Schumacher Toyota 1:17,860       | 22 | Franck Montagny Super Aguri 1:17,934   |

### Zajímavosti
- První podium pro Red Bull
- 30 podium pro Alonsa i Montoyu

| Pole position   | Vítězství       | Nej. kolo          |
| Fernando Alonso | Fernando Alonso | Michael Schumacher |
| Renault R26     | Renault R26     | Ferrari 248 F1     |
| 1'13.898        | 1:43'43.116     | 1'15.143           |
| 162.711 km/h    | 150.708 km/h    | 160.015 km/h       |
| --------------- | --------------- | ------------------ |

### Stav MS
- Zelená - vzestup
- Červená - pokles

| *  | Jezdec               | Body |
| -- | -------------------- | ---- |
| 1  | Fernando Alonso      | 64   |
| 2  | Michael Schumacher   | 43   |
| 3  | Kimi Räikkönen       | 27   |
| 4  | Giancarlo Fisichella | 27   |
| 5  | Juan Pablo Montoya   | 23   |
| 6  | Felipe Massa         | 20   |
| 7  | Jenson Button        | 16   |
| 8  | Rubens Barrichello   | 13   |
| 9  | Ralf Schumacher      | 8    |
| 10 | Nick Heidfeld        | 8    |
| 11 | David Coulthard      | 7    |
| 12 | Mark Webber          | 6    |
| 13 | Jacques Villeneuve   | 6    |
| 14 | Nico Rosberg         | 4    |
| 15 | Christian Klien      | 1    |

| * | Vůz      | Body |
| - | -------- | ---- |
| 1 | Renault  | 91   |
| 2 | Ferrari  | 63   |
| 3 | McLaren  | 50   |
| 4 | Honda    | 29   |
| 5 | BMW      | 14   |
| 6 | Williams | 10   |
| 7 | Toyota   | 8    |
| 8 | Red Bull | 8    |

| *  | Jezdec         | Body |
| -- | -------------- | ---- |
| 1  | Španělsko      | 64   |
| 2  | Německo        | 63   |
| 3  | Brazílie       | 33   |
| 4  | Finsko         | 27   |
| 5  | Itálie         | 27   |
| 6  | Velká Británie | 23   |
| 7  | Kolumbie       | 23   |
| 8  | Austrálie      | 6    |
| 9  | Kanada         | 6    |
| 10 | Rakousko       | 1    |